# Barrakuda srebrzysta
Barrakuda srebrzysta, barakuda srebrzysta (Sphyraena argentea) – gatunek ryby okoniokształtnej z rodziny barrakudowatych (Sphyraenidae).

## Występowanie
Zachodni Pacyfik od stanu Kalifornia Dolna w Meksyku na południu po wyspę Kodiak na północy. Na północ od przylądka Point Conception w Kalifornii rzadka.
Żyje zazwyczaj przy brzegu lub na płyciznach na głębokości do 18 m. Często tworzy jednowiekowe stada. Młode osobniki czasem wstępują do osłoniętych zatok. Jesienią migruje z Kalifornii na południe do Meksyku, gdzie spędza zimę.

## Cechy morfologiczne
Osiąga 145 cm długości i 12 kg masy ciała. W płetwach grzbietowych 6 twardych i 9–10 miękkich promieni; w płetwie odbytowej 1 twardy i 8–9 miękkich promieni. W płetwach piersiowych 16 miękkich promieni; w płetwach brzusznych 1 twardy i 5 miękkich promieni.
Grzbiet niebieskawy lub brązowawy, boki srebrzyste.

## Odżywianie
Żywi się głównie rybami.

## Rozród
Dojrzewa płciowo w wieku 2–3 lat. Trze się od IV do IX w toni wodnej. Żyje do 12 lat.

## Znaczenie
Łowiona przez wędkarzy i rybaków. Sprzedawana świeża, suszona lub solona i zamrożona. Może być potencjalnie niebezpieczna dla człowieka, choć nie odnotowano żadnych ataków.